# Jonassen
Jonassen är en kulle i Antarktis. Den ligger i Västantarktis. Argentina, Chile och Storbritannien gör anspråk på området. Toppen på Jonassen är 501 meter över havet, eller 29 meter över den omgivande terrängen. Bredden vid basen är 0,65 km.
Terrängen runt Jonassen är kuperad åt sydväst, men åt sydost är den platt. Havet är nära Jonassen åt nordost. Trakten är obefolkad. Det finns inga samhällen i närheten. 